# Nicolás Albarracín
Nicolás Gabriel Albarracín Basil (ur. 11 czerwca 1993 w Montevideo) – urugwajski piłkarz występujący na pozycji napastnika w CD Lugo.